# エウェ人
エウェ人（Ewe people）は、アフリカの民族。ガーナからナイジェリアにかけての海岸部に居住する。
エウェ人は13世紀ごろにベナン南部からガーナやトーゴにまで居住域を広げたといわれている。19世紀後半になると、エウェ人はイギリスとドイツに分割統治されることとなり、さらにドイツが第一次世界大戦で敗北すると、ドイツに代わってフランスが統治者となった。第二次世界大戦後に民族自決の波が押し寄せると、信託統治領となったトーゴランドでエウェ人統一運動がはじまったものの、結局1957年に住民投票によってイギリス領トーゴランドのエウェ人居住地域はガーナへと合併されることとなった。
独立後、トーゴにおいては初代大統領シルバヌス・オリンピオがエウェ出身であり、与党トーゴ統一委員会(CUT)の実権を握り、エウェ統一を目指してガーナのクワメ・エンクルマと対立した。オリンピオがクーデターによって殺害されると政権はニコラ・グルニツキーのトーゴ進歩党(PTP)が握ったが、彼もエウェ出身であり、依然政治の主導権はエウェ人が握っていた。しかし、閣内において北部人とエウェ人中心の南部人の対立が深まり、北部出身のニャシンベ・エヤデマのクーデターを招くこととなる。
一方、ガーナではエンクルマ失脚後、エウェ人とガーナの主流を占めるアカン人の対立が表面化。首相となったコフィ・ブシアはエウェ人を敵視する政策を取り、ガーナの政情不安を招いた。